# Utopia Planitia
Utopia Planitia est une vaste plaine de la planète Mars s'étendant dans l'hémisphère nord sur environ 3 200 km et centrée par 49,7° N et 118° E dans les quadrangles de Casius et de Cebrenia. Elle a été nommée en référence au glacier Utopia, dans l'Antarctique.

## Géographie et géologie
C'est la région où la sonde Viking 2 s'est posée, laquelle a commencé à l'explorer le 3 septembre 1976, révélant un sol plat jonché de cailloux comme si le vent avait emporté le sable qui les contenait (phénomène de déflation), ainsi que la forte cohésion des particules de poussières dans le sol, qui apparut très dur.

## Exploration de la région
Le 15 mai 2021 peu après 1h du matin (Paris), la mission Tianwen-1 réussi une première historique pour la Chine en posant la plateforme d'atterrissage avec le rover Zhurong sur le sol d'Utopia Planitia. « Zhurong »  est censé être opérationnel durant trois mois, il doit conduire des analyses du sol, de l’atmosphère, prendre des photos et cartographier la zone.